# 红桥路

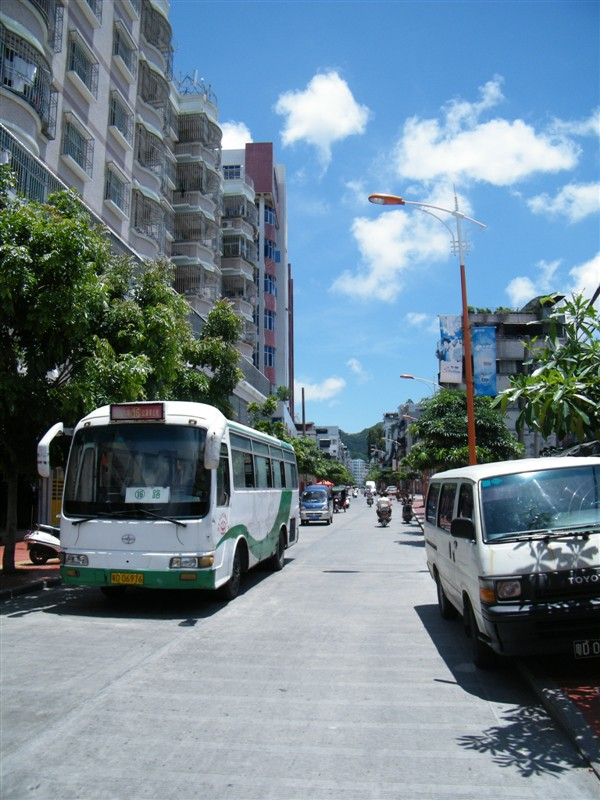
红桥路中上段，16路公车

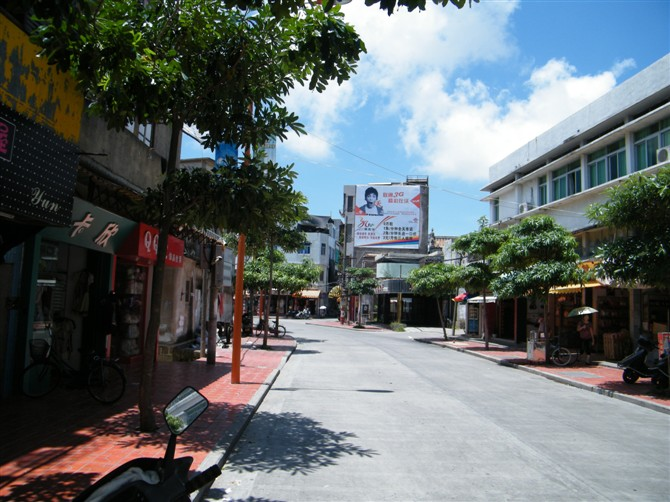
由北往南，接近永德东路

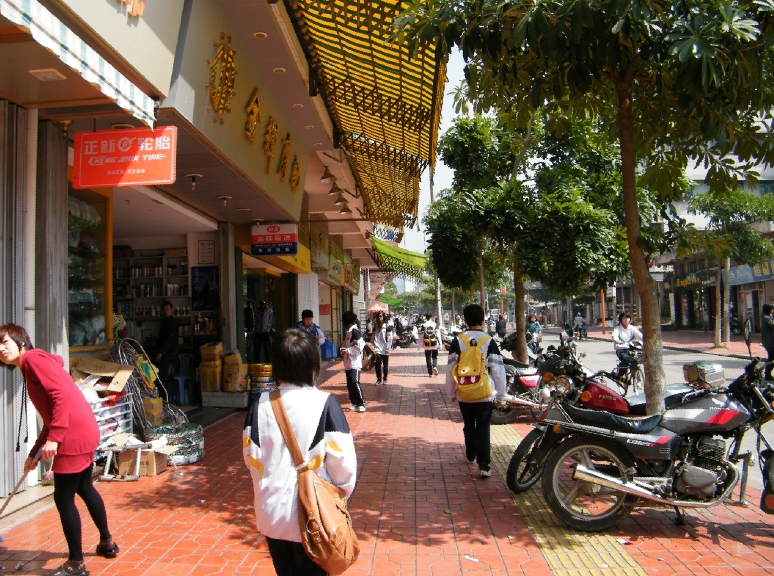
红桥路西侧人行道

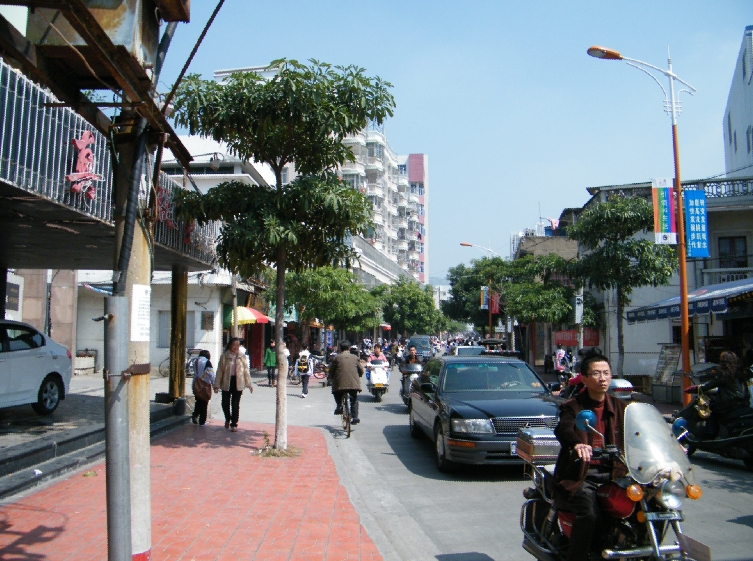
红桥路中段

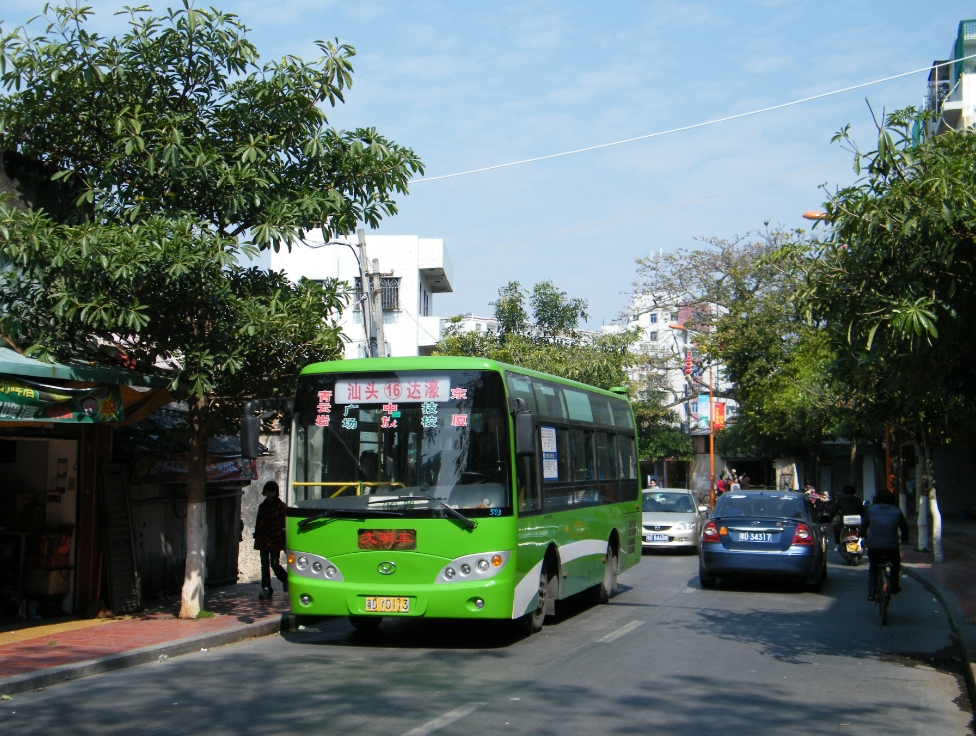
经过红桥路下段的16路公车

红桥路为汕头市的一条道路，位于濠江区濠城中心，是青篮和赤港之间的分界。其前身为赤港坑，后因水道淤塞，遂于1986年改铺为路面。经过20年的使用，路面磨损严重。2007年11月28日启动改造工程，平整路面，整饰两旁人行道，并于2008年8月27日竣工通车。红桥路北接磊广路，往南直行5.6公里在中段接永德东路，又折向东南接海旁路、沿江路，抵濠江边，全长1100米，是濠城南北向的一条重要交通干道。

## 历史
- 赤港坑 为排洪水道，东北起自岭脚水库溢洪道，向西南流入濠江，是青篮、赤港两村的自然分界。坑上原有红桥、崇德桥、青篮桥等四座桥。因水道淤塞，1986年依水道铺为路面，以红桥故，名为红桥路。
- 在本地企业家徐隆青、黄松辉、纪力驹、徐焱桂、陈伟成、吴宏顺、林木城和达建总、中国移动汕头分公司等企业的鼎力支持下，于2007年11月28日启动改造工程，并于次年8月27日竣工通车。改造后的红桥路全长1100o米，路面宽8米，两侧人行道宽各5.5米。

## 交会街巷
- 磊广路
- 商业街
- 南京路
- 永德东路
- 胜篮路
- 厂前街
- 海旁路
- 沿江路

另外，红桥路中上段与其东侧的报公路平行，两者之间有许多横向的巷子相连通。
交叉路口
由北向南依次为：
- 红桥路口  与磊广路形成T字路口
- 在城建局与商业街形成十字路口
- 在广文书店（即原红桥所在处）与南京路形成十字路口
- 在红桥路中段与永德东路形成Y字路口
- 与胜篮路形成T字路口
- 与厂前街形成近似十字路口
- 与海旁路形成十字路口
- 与沿江路形成T字路口

## 途经重要地点
由北向南依次为：
- 城建、商业街
- 广文书店
- 与永德东路接，往巡司埠、城内
- 原达濠镇一小学
- 胜篮路，往田心宫、达濠中学
- 厂前街，往关爷宫
- 海旁路，濠江区图书馆。
- 沿江路，濠江。